# القاموس العربي العبري الجديد
القاموس العربي-العبري الجديد (بالعبرية המילון הערבי-עברי החדש)، المعروف أيضًا باسم قاموس ميلسون نسبةً إلى مؤلفه مناحم ميلسون، هو قاموس ثُنائيّ اللّغة عربي-عبري من تأليف البروفيسور مناحم ميلسون ولفيف من الباحثين، منهم حاييم نيسيم. يُعدُّ هذا القاموس مرجعًا للغة العربية عبر عصورها، ولكنَّهُ يُركِّزُ بشكلٍ خاص على لغة التَّواصل العربي المكتوبة والشفويَّة. يُوفِّرُ هذا القاموس ترجمةً عبريَّة دقيقة للعديد من ألفاظ ومصطلحات اللّغة العربيّة المُعاصرة والقديمة التي تنتمي إلى مستويات لُغويّة مُختلفة، مثل: ألفاظ ومفردات وتعابير من القرآن، والشعر العربي القديم، والأمثال، والحديث النبوي، والفقه، والمؤلفات التاريخية، والفلسفية، والطبية، وغيرها كثير.
بُنِيَ هذا القاموس على قاموس أيلون - شنعار الذي صدر عام 1947، والذي استخدمه دارسو اللغة العربية قبل قاموس ملسون لأعوام طويلة خلال القرن العشرين، وما زال يُستخدم حتى اليوم، ولكنه يعتبر أقدم بسبب مرور وقت طويل على صدوره، فكان القصد تحديث موادّه، قبل أن يتمخّض هذا التحديث عن فكرة القاموس العربي العبري الحديث. يذكر ملسون في مقدمة قاموسه أنه بُذِلَت محاولة في البداية لتحديث قاموس أيلون - شنعار بدلًا من تأليف قاموس جديد، ولكن تغير اللغات وتطورها والفجوات بين الأجيال منذ الأربعينيات من القرن العشرين جعلت هذه العملية مرهقة للغاية، ممَّا أدى في نهاية المطاف إلى قرار إصدار قاموس جديد.
يشمل القاموس العديد من المجالات المعرفية المتنوِّعة، بما في ذلك تلك التي تعكس التطوُّرات العلميَّة والتكنولوجية في القرن الحادي والعشرين، على سبيل المثال مصطلحات من عالم التقنيات المتطورة، والحوسبة، والذكاء الاصطناعي. على غرار قاموس أيلون - شنعار، تم تنظيم القاموس العربي-العبري الجديد وترتيبه أيضًا وفقًا طريقة الجذر، حيث جرى ترتيب المداخل حسب أحرف الجذر في اللغة العربية.
بدأ القاموس كقاموس على الإنترنت في مشروع مشترك بين الجامعة العبرية ومعهد بحوث إعلام الشرق الأوسط (MEMRI).

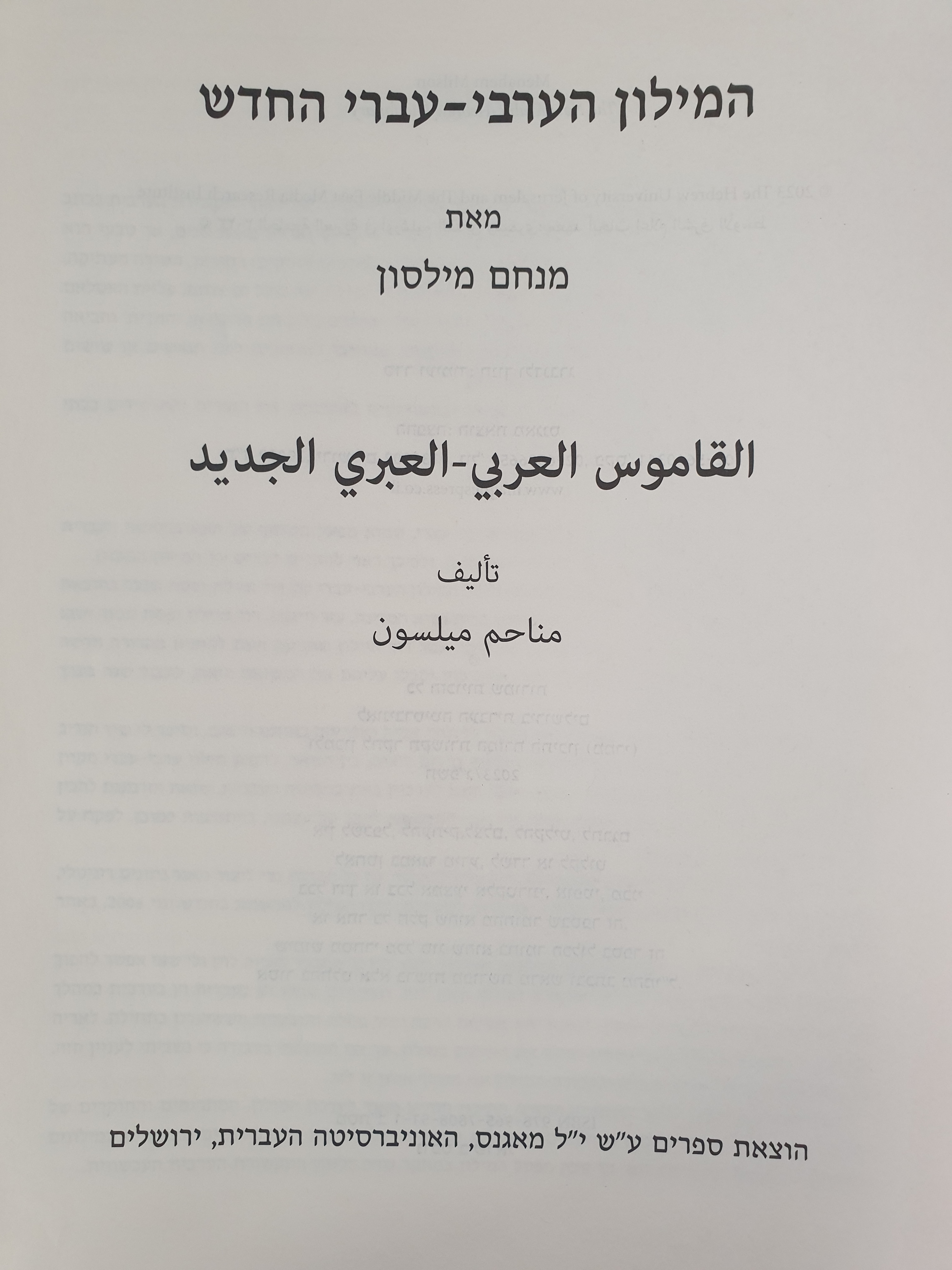
الغلاف الداخلي بمعجم ميلسون، القاموس العربي العبري الجديد، الجامعة العبريّة: دار النشر ماغنس، 2023.

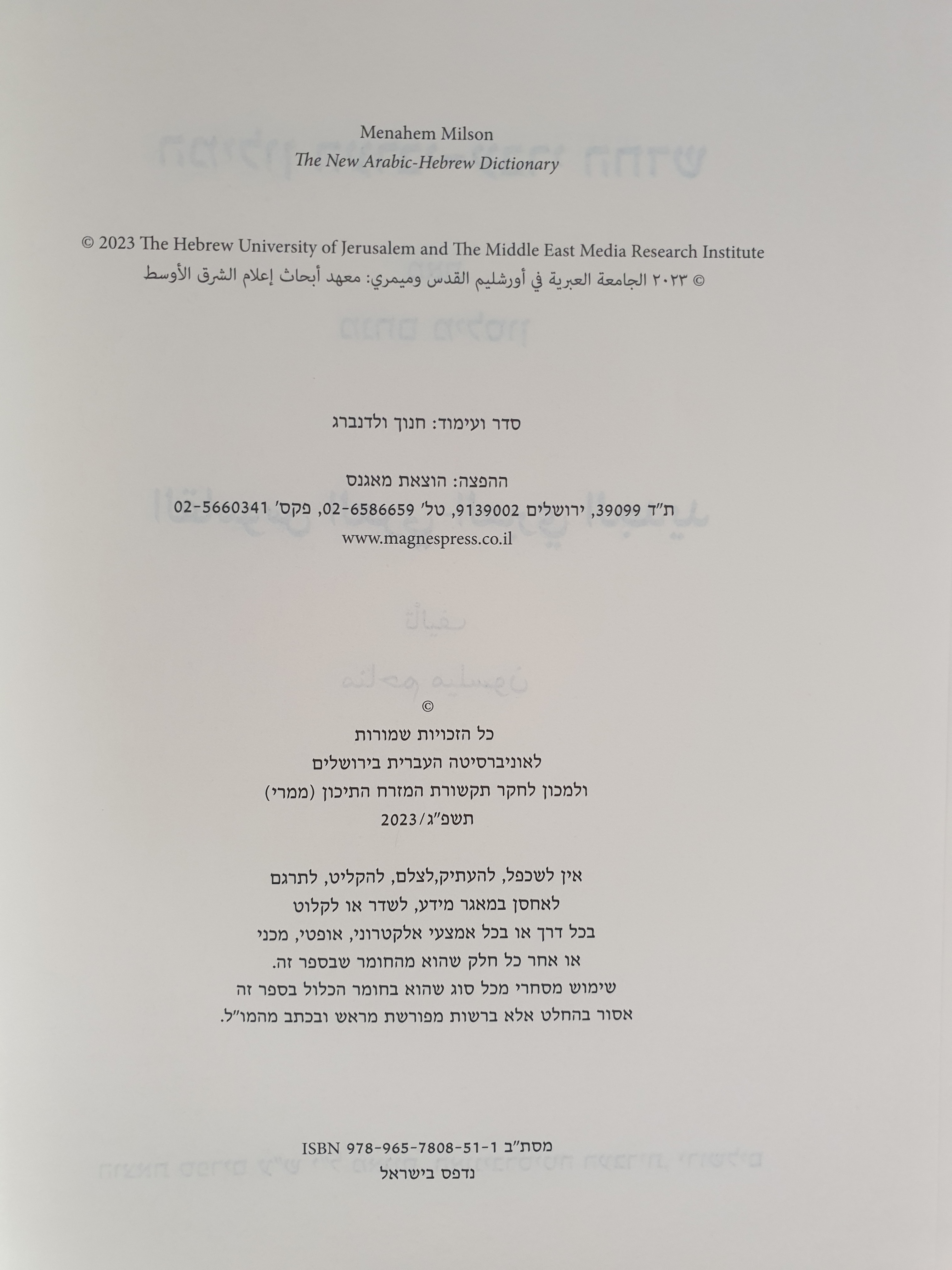
تفاصيل الطبعة الورقية الأولى من معجم ميلسون، القاموس العربي العبري الجديد، الجامعة العبريّة: دار النشر ماغنس، 2023

في عام 2023، صدر القاموس في نسخة ورقيّة عن دار ماغنس للنشر، وفي عام 2025 صدرَت نُسخَة مُختَصَرة من القاموس، سُمِّيَت "القاموس العربي - العبري الجديد، الطبعة المُختَصَرة" (بالعبرية המילון הערבי-עברי החדש מהדורה מקוצרת) وهي متاحة بحجم أصغر وأسهل استخدامًا. تختلف النُّسخَة المختصرة عن المعجم الكامل في أنها لا تحتوي على أمثلة وملاحظات. بالإضافة إلى ذلك، حُذفت من الطبعة المختصرة جميع مفردات اللغة العربية القديمة، أو تلك التي تنتمي إلى لغة الشعر القديم، أو لغة الحديث النبوي. وكما هو الحال مع المعجم الكامل، تهدف هذه الطبعة المختصرة أيضًا إلى أن تكون مفيدة للباحثين والطلاب في الأوساط الأكاديمية، والمعلمين والطلاب في المدارس، ومحبي اللغة العربية أينما كانوا.
وابتداءً من عام 2025، بات القاموس العربي-العبري الأكثر حداثة وشمولًا مع أكثر من 44000 مدخل، وصار يستخدمه الطلاب من المدارس والجامعات المتخصصة في اللغة العربية، وصولًا إلى المعلمي والباحثين.